# Snotra

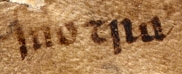
"ʃnotra," (sábio) uma palavra de Beowulf, linha número #3120. Para a tradução, consulte Beowulf; um poema heroico do século VIII, com tradução, notas e apêndice de T. Arnold 1876, p. 195

Na mitologia nórdica, Snotra (em nórdico antigo "inteligente") é uma divindade associada com a sabedoria. Snotra é exclusivamente atestada na Edda em prosa, escrita no século XIII por Snorri Sturluson. Os estudiosos têm proposto teorias sobre as implicações da deusa.

## Atestados
No capítulo 35 do livro Gylfaginning da Edda em prosa, Hár fornece breves descrições de 16 Asynjor. Hár lista Snotra como a décima terceira, e diz que ela "é sábia e cortês." Além disso, Hár acrescenta que, em homenagem ao nome de Snotra, um homem ou uma mulher sábia poderiam ser chamados de Snotr. No livro Skáldskaparmál, da Edda em prosa, Snotra está incluída em uma lista de 27 nomes Asynjur. Fora destas duas fontes, Snotra é de outro modo não atestada.

## Teorias
Andy Orchard e Rudolf Simek declaram que, como Snotra não é atestada fora da Edda em prosa, ela pode ser uma invenção de Snorri. Orchard teoriza que, caso contrário, Snorri pode ter tido acesso a uma fonte perdida, e que a pouca informação por ele apresentada pode ser derivada a partir do significado de seu nome.
Simek diz que Snorri pode ter inventado Snotra da palavra em nórdico antigo Snotr ("inteligente") e "colocado [ela] ao lado de outras deusas insignificantes." No entanto, Simek também escreve que as deusas Snotra, Sága, Hlín, Sjöfn, Vár, e Vör devem ser considerados figuras vagamente definidas que "devem ser vistas como deusas protetoras femininas" que são todas responsáveis por "áreas específicas da esfera privada e diferenças ainda claras foram feitas entre eles, de modo que eles são, em muitos aspectos semelhante as matronas".

## Na cultura popular
Snotra é uma das deusas encarnadas na comédia/drama The Almighty Johnsons da Nova Zelândia. A parte de Ingrid/Snotra é interpretada por Rachel.
Ela é citada no livro 9 From Nine Worlds, da serie Magnus Chase e os Deuses de Asgard, por Rick Riordan.